# Cazzie David
Cazzie Laurel David (Boston, Massachusetts, 10 de mayo de 1994) es una guionista, actriz y escritora estadounidense. Cocreó y coprotagonizó la serie web Eighty-Sixed (2017). Su primera colección de ensayos No One Asked For This fue lanzada en 2020. También apareció en la tercera temporada de The Umbrella Academy de Netflix.

## Familia y educación
David es hija del comediante y actor Larry David, cocreador de Seinfeld, y de la activista ambiental y productora de cine Laurie David. Tiene una hermana menor, Romy David.
David obtuvo una licenciatura en escritura para cine y televisión en Emerson College en 2016.

## Carrera
David y la coguionista Elisa Kalani crearon la serie web Eighty-Sixed, que duró ocho episodios. David y Kalani luego desarrollaron Half-Empty para Amazon Prime Video. El programa fue elegido para un episodio piloto en 2019, pero finalmente no se convirtió en una serie.
David publicó la colección de ensayos No One Asked For This en 2020, que alcanzó el puesto número 2 en la lista de los libros de no ficción más vendidos del New York Times.
David también desempeñó un papel secundario en el largometraje I Love You Forever (2024), que coescribió y codirigió con Elisa Kalani.

## Filmografía

### Cine
| Año  | Título                | Director                  | Rol       | Rol        | Rol   | Rol       | Rol       | Nota         |
| Año  | Título                | Director                  | Dirección | Producción | Guion | Actuación | Papel     | Nota         |
| ---- | --------------------- | ------------------------- | --------- | ---------- | ----- | --------- | --------- | ------------ |
| 2020 | Stealing Pulp Fiction | Danny Turkiewicz          |           |            |       | Sí        | Elizabeth | Cortometraje |
| 2024 | I Love You Forever    | Cazzie David Elisa Kalani | Sí        |            | Sí    | Sí        | Ally      | [ 17 ]       |
| 2024 | Adult Best Friends    | Delaney Buffett           |           |            |       | Sí        | Roxy      | [ 18 ]       |
| 2024 | Stealing Pulp Fiction | Danny Turkiewicz          |           |            |       | Sí        | Elizabeth | [ 19 ]       |

### Televisión
| Año  | Título                 | Rol       | Rol        | Rol   | Rol       | Rol              | Nota           |
| Año  | Título                 | Dirección | Producción | Guion | Actuación | Papel            | Nota           |
| ---- | ---------------------- | --------- | ---------- | ----- | --------- | ---------------- | -------------- |
| 2007 | Hannah Montana         |           |            |       | Sí        | Cazzie           | 1 episodio     |
| 2016 | CollegeHumor Originals |           |            |       | Sí        | Estudiante       | 1 episodio     |
| 2017 | Eighty-Sixed           | Sí        | Sí         | Sí    | Sí        | Remi             | Miniserie      |
| 2019 | Half-Empty             |           | Sí         | Sí    | Sí        |                  | Película de TV |
| 2022 | Inside Amy Schumer     |           |            | Sí    | Sí        | Courtney         | Serie          |
| 2022 | Life & Beth            |           |            |       | Sí        | Katie            | 1 episodio     |
| 2022 | The Umbrella Academy   |           |            |       | Sí        | Jayme Hargreeves | 5 episodios    |